# Tony Khan

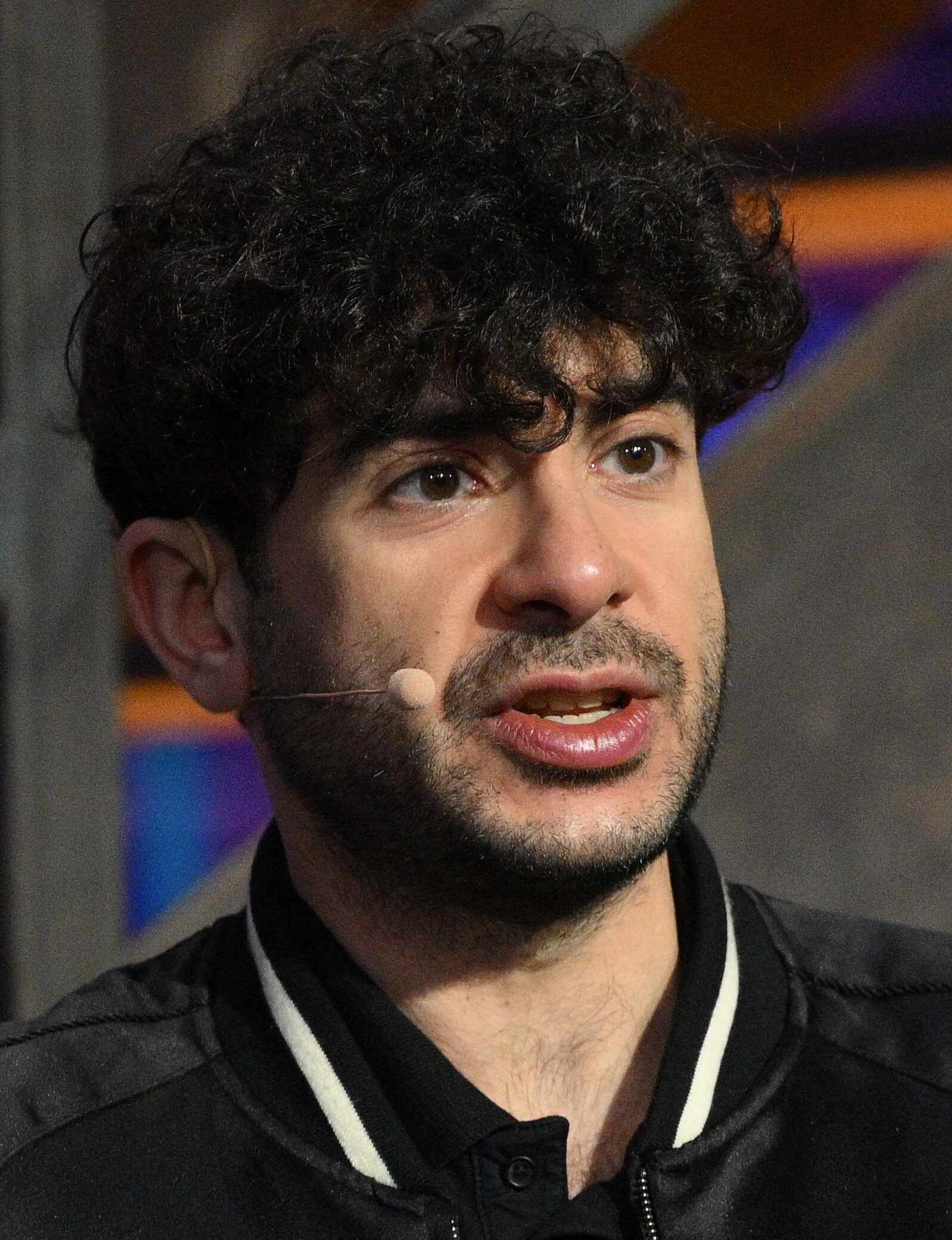
Tony Khan (2022)

Antony Rafiq Khan (* 10. Oktober 1982 in Champaign-Urbana, Illinois) ist ein amerikanischer Geschäftsmann.

## Leben
Khans Vater ist der pakistanisch-amerikanische Milliardär Shahid Khan, seine Mutter Ann Carlson Khan. Er hat eine Schwester, Shanna Khan. Tony Khan machte seinen Bachelor in Finanzwissenschaften an der University of Illinois in Urbana-Champaign. Sein Vater kaufte die Jacksonville Jaguars und die FC Fulham, bei beiden ist Tony Mitbesitzer. Khan kam im Juli 2012 zu den Jaguars und ist zurzeit als Chief Football Strategy Officer tätig. Am 22. Februar 2017 wurde bekannt gegeben, dass Tony Khan fortan als Vizepräsident des FC Fulham dienen würde. Hierbei ist er zuständig für die Identifikation, Evaluation, Rekrutierung sowie Verpflichtung von Spielern für Fulham.
Er ist Gründer, Besitzer, President und CEO von All Elite Wrestling (AEW), TruMedia Networks, Ring of Honor und Mitbegründer von Activist Artist Management. Im Dezember 2018 sicherte sich Khan die Markenrechte an All Elite Wrestling, die Gründung der Promotion wurde dann am 1. Januar 2019 bekannt gegeben. Tony und Shahid Khan fungieren hierbei als Hauptinvestoren. Das erste Event, Double or Nothing, fand in der MGM Grand Garden Arena in Las Vegas statt. Er ist momentan President und CEO von All Elite Wrestling. Khan tritt auch regelmäßig in den AEW Shows on air auf. Am 2. März 2022 gab Khan bei AEW Dynamite bekannt, die angeschlagene Wrestlingliga ROH von der Sinclair Broadcast Group erworben zu haben.

## Auszeichnungen
- Wrestling Observer Newsletter